# Acke Black
Acke Black (Tom Thug i original) var en brittisk humorserie om en våldsam och elak skinheadliknande liten pojke, som vanligtvis hamnade i problem.
Serien skapades av Lew Stringer och publicerades ursprungligen i den brittiska tidningen Oink, utgiven av Fleetway/IPC 1986–1988. Efter Oinks nedläggning gick den under en kort period i brittiska Buster. 
På svenska gick Acke Black i tidningen Don Martin 1990–1991 och i den kortlivade Svenska Puckomagasinet.